# Revolta de Jerusalém em 1947

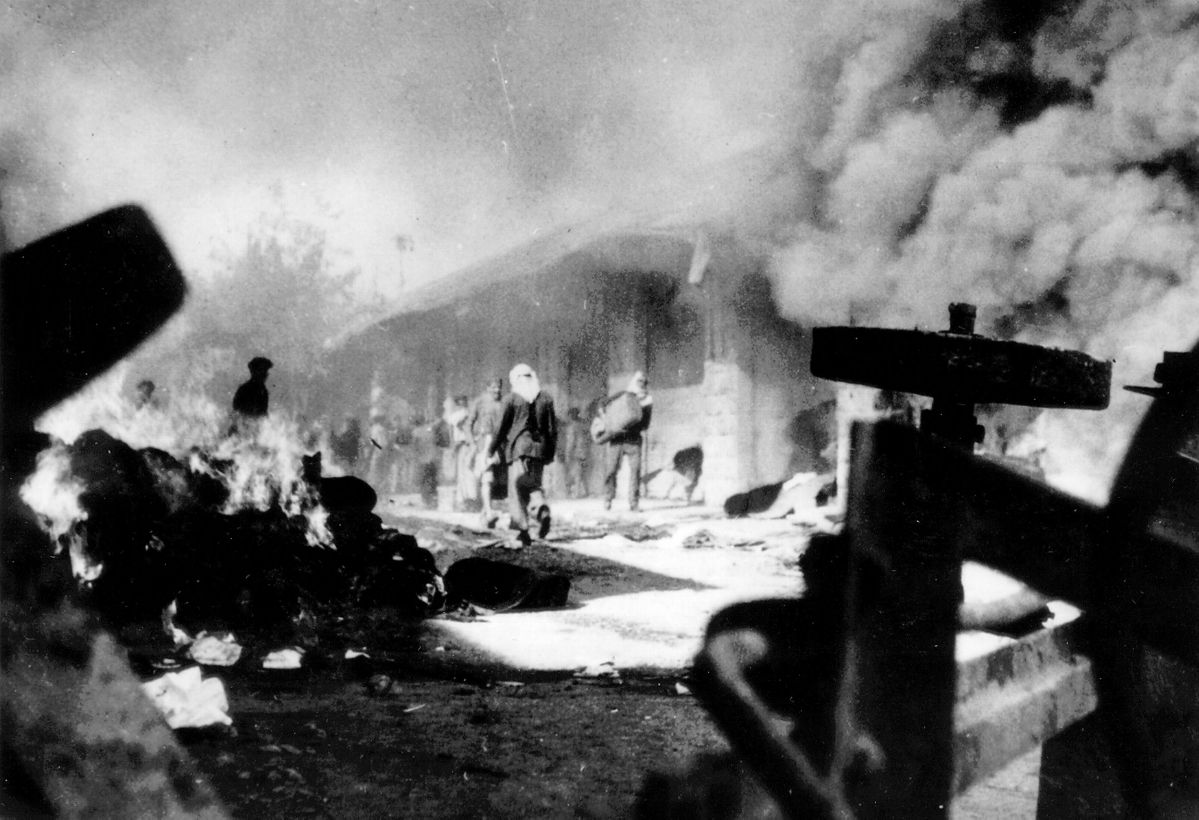
Ataque contra o bairro judeu comercial de Jerusalém

A revolta de Jerusalém em 1947 ocorreu após a votação na Assembleia Geral da ONU a favor do Plano de Partição da ONU de 1947 em 29 de novembro de 1947.
O Comitê Superior Árabe declarou uma greve de três dias e protestos públicos para começar em 2 de dezembro de 1947, em protesto contra a votação. Os árabes que marchavam para a Praça Sião em 2 de dezembro foram parados pelos britânicos, e os árabes se voltaram para o centro comercial da cidade em Mamilla e Jaffa Road, queimando muitos edifícios e lojas. A violência continuou por mais dois dias, com vários bairros judeus sendo atacados.
O New York Times, de 3 de dezembro de 1947, tem uma manchete de três colunas na primeira página: "JERUSALÉM RASGADA POR TUMULTOS; OS ÁRABES USAM FACAS, ATEIAM FOGO; JUDEUS RESPONDEM, HAGANAH EM ABERTO" com subtítulos que incluem: "14 são mortos em dia" "8 judeus relatados mortos em confrontos na Palestina - Mob saqueia lojas" etc.
Uma consequência da violência foi a decisão da organização paramilitar judaica Haganah de usar a força para "parar futuros ataques contra judeus". O Irgun havia realizado ataques armados contra a população de aldeias árabes próximas e uma campanha de bombardeios contra civis árabes. Em 12 de dezembro, militantes do Irgun colocaram uma bomba no Portão de Damasco que matou 20 pessoas.